# Siikosaaret
Siikosaaret är en ö i Finland. Den ligger i sjön Längelmävesi och i kommunen Kangasala i den ekonomiska regionen Tammerfors och landskapet Birkaland, i den södra delen av landet, 150 km norr om huvudstaden Helsingfors. Öns area är 2,4 hektar och dess största längd är 240 meter i sydväst-nordöstlig riktning.  Notera att namnet antyder att det är fråga om flera öar.